# Desa Mijen (administrativ by i Indonesien, lat -6,80, long 110,73)
Desa Mijen är en administrativ by i Indonesien.   Den ligger i provinsen Jawa Tengah, i den västra delen av landet, 400 km öster om huvudstaden Jakarta.